# Cal Marcet
L'antic vapor de Cal Marcet (també conegut com a Marcet SA, Vicens Planas o Puncernau) era una fàbrica al barri de Gràcia de Sabadell.
Les primeres instal·lacions industrials, situades entre els carrers de Jacint Verdaguer, Pau Claris i la carretera de Molins de Rei, foren construïdes l'any 1884, i s'hi feien processos tèxtils de filatura (d'estam), tissatge i pocs anys més tard, també de tintura. L'estructura fabril s'anà desenvolupant fins a ocupar, a partir del 1916, les tres illes limitades entre els carrers de la Reina Elionor, Cellers i la carretera de Molins de Rei.
A les instal·lacions del vapor de Cal Marcet hi va haver-hi set empreses, per ordre cronològic:
- Societat Marcet i Montllor (1884-1888)
- Societat Marcet, Montllor i Estartús (1888-1893)
- Societat Marcet i Font (1893-1894)
- Hijos de José Marcet (1910-1913)
- Marcet. Lanas regeneradas (1920-1923?)
- Vicenç Planas (1923-1924?)
- Nieto de Vicente Planas. Tejidos de lana y estambre (1931?-1980?)

Des de l'inici, la fabrica era equipada de maquinària de vapor. Ara bé, l'any 1920, un cop l'energia elèctrica ja havia substituït totalment el vapor a la indústria tèxtil i a diferència d'altres instal·lacions de la zona de característiques similars, Cal Marcet no abandonà la seva activitat, sinó que va continuar expandint-se, tal com ho demostra el fet que es duguessin a terme modificacions arquitectòniques importants després d'aquesta data.
Els anys 1943-44 es comença a construir, al nord de la carretera de Molins de Rei (entre els actuals carrers de Permanyer, Jacint Verdaguer i passatge de Fraser Lawton), la fàbrica Marcet, on s'hi faria tot el cicle del teixit de llana per a comercialitzar-lo a bona part de l'estat. Actualment, aquest edifici allotja dependències de l'ajuntament.
L'any 1995 s'enderrocà l'illa compresa entre la carretera de Molins de Rei, Reina Elionor i Pau Clarís, i s'hi van construir habitatges, i tres anys més tard, l'illa entre la carretera de Molins de Rei, Mossèn Jacint Verdaguer i Cellers, on es va eregir un centre educatiu, l'escola Teresa Claramunt.